# Landesmusikrat Nordrhein-Westfalen
Der Landesmusikrat NRW e. V. ist der für das Land Nordrhein-Westfalen zuständige Landesmusikrat. Als Dachverband kümmert er sich um die Belange des Musiklebens in Nordrhein-Westfalen. Die Geschäftsstelle befindet sich in Düsseldorf-Pempelfort, Klever Straße 23. Der Verband wird vom Ministerium für Familie, Kinder, Jugend, Kultur und Sport des Landes Nordrhein-Westfalen gefördert.

## Aufgaben und Ziele
Der Landesmusikrat vertritt die Interessen der musikmachenden Vereine und Verbände gegenüber den Medien und der Politik. Die Mitglieder sind 55 Verbände und über 20 Einzelmitglieder. In verschiedenen Gremien und Arbeitsgemeinschaften werden Situationen bewertet und Ideen entwickelt. Hierbei wird von der Geschäftsstelle zugearbeitet; sie dokumentiert, steuert Expertenwissen bei und betreut. Er ist Mitglied des Trägervereins der Landesmusikakademie NRW.
Seit 1999 setzt der Landesmusikrat wechselnde Themenschwerpunkte um, zu denen Fachbeisitzer ins Präsidium gewählt werden. Die bisherigen Themenschwerpunkte und Fachvertreter waren: Musikalische Bildung, Laienmusikförderung, Berufsmusik (Romely Pfund), Populäre Musik (Steffi Stephan, Wolfgang Rohde), Kulturelle Vielfalt (Andreas Heuser, Hans Lüdemann), Musik und Alter (Rosemarie Tüpker, Wolfgang Angerstein), Wie gelingen Kooperationen? (Christoph Meyer, Wolfgang Stark), Individuelle Wege musikalischer Bildung (Susanne Keuchel, Andreas Lehmann), Von Musik leben (Lena Jeckel, Thomas Kipp), Digitalität (Michael Edwards, Alissa Krusch).

## Nachwuchsarbeit
Eine wichtige Aufgabe ist die Nachwuchsarbeit. Begabte Kinder und Jugendliche werden regelmäßig in Musikwettbewerben gefordert; die Preisträger können in neun Landesjugendensembles musizieren: Landesjugendorchester NRW, JugendJazzOrchester NRW, LandesJugendChor NRW, LandesJugendAkkordeonOrchester NRW, Junge Bläserphilharmonie NRW, Jugendzupforchester NRW, Studio Musikfabrik: Jugendensemble für Neue Musik, SPLASH – Perkussion NRW, KinderOrchester NRW.
Der Landesmusikrat trägt seit 2013 zusammen mit dem Verein zur Förderung von Landesjugendensembles das Kammermusikzentrum NRW. Hier werden junge Menschen zusammengeführt, die Interesse an Kammermusik zeigen. Weitere finanzielle Förderung leisten die Sparkassen Kulturstiftung Rheinland, der Sparkassenverband Westfalen-Lippe, die Provinzial Rheinland Versicherung AG und die Kulturstiftung der Westfälischen Provinzial Versicherung AG.

## Organe
Das Präsidium arbeitet ehrenamtlich. Es besteht aus einem Präsidenten, vier Vizepräsidenten, einem Schatzmeister und bis zu fünf Beisitzern. Der Ehrenpräsident ist ebenfalls Mitglied des Präsidiums. Zum Landesmusikrat gehören vier Arbeitsgemeinschaften, dessen Vorsitzende gleichzeitig Vizepräsidenten sind.
- Arbeitsgemeinschaft 1: Musik in Erziehung, Ausbildung und Forschung
- Arbeitsgemeinschaft 2: Musik in der Jugend
- Arbeitsgemeinschaft 3: Musik im Laienbereich
- Arbeitsgemeinschaft 4: Musik in Beruf, Medien und Wirtschaft

## Silberne Stimmgabel
Der Landesmusikrat verleiht jährlich, als „Auszeichnung für besondere Verdienste um das Musikleben in NRW“ die silberne Stimmgabel. Bisherige  Preisträger waren:
- 2004 Ulrich Schmidt
- 2005 Fritz Pleitgen
- 2006 Oliver Scheytt
- 2007 Wolfgang Niedecken
- 2008 Karlheinz Bentele
- 2009 Lars Vogt
- 2010 Frank Peter Zimmermann
- 2012 Gerhart Rudolf Baum
- 2013 Alfred Wendel
- 2014 Susanne Schulte
- 2015 Markus Stenz
- 2016 Irmgard Merkt.
- 2017 Markus Stockhausen.
- 2018 Emil Platen
- 2019/20 Karl Karst
- 2021 Marieddy Rossetto
- 2022 Oliver Keymis
- 2023 Tamara Lukasheva
- 2024 Rainer Bode